# Andrea Benvenuti
Andrea Benvenuti (Negrar, 13 dicembre 1969) è un ex mezzofondista italiano, campione europeo degli 800 metri piani ad Helsinki 1994.

## Biografia
L'atleta di Affi, seppur nato a Negrar, si mette in luce sin da giovane nelle campestri e nelle gare di cross del Triveneto dove partecipa con la società sportiva della Cassa di Risparmio di Verona sotto l'occhio vigile del padre Giancarlo Benvenuti. Il potenziale è presto notato ed il passaggio verso le gare su pista lo porta a Bussolengo dove viene allenato dal 1985 (fino al termine della carriera) da Gianni Ghidini, che fu già allenatore dal 1977 al 1984 di Gelindo Bordin e poi allenatore del campione olimpico di Pechino sugli 800 m, Wilfred Bungei.
Subito campione italiano nella categoria cadetti sui 600 metri, la carriera di Andrea Benvenuti è luminosa, sia pure costellata da molti infortuni che ne hanno limitato il palmarès.
Cresciuto nella società Libertas Maria Pia di Bussolengo, passa alla fine degli anni ottanta alle Fiamme Azzurre.
I successi ed i risultati più prestigiosi avvengono nel 1992 e nel 1994.
Nel 1992 vince quattro gare del Grand Prix IAAF, compreso il Golden Gala, finale del Grand Prix, ed ottiene le proprie migliori prestazioni cronometriche di sempre sugli 800 metri nel Principato di Monaco (1'43"92) e sui 1 000 metri a Nuoro con il tempo di 2'15"75, che è ancora la migliore prestazione italiana sulla distanza.
Alle Olimpiadi di Barcellona conquista un prestigiosissimo quinto posto, terminando primo europeo nella finale degli 800 m col tempo di 1'45"23. Nel corso della stessa stagione è selezionato in rappresentanza della squadra europea per la Coppa del mondo: conclude la gara al terzo posto dietro al britannico David Sharpe e all'africano William Tanui.
Nel 1993 a causa di un grave infortunio in batteria Benvenuti manca il grande risultato ai mondiali di Stoccarda e pertanto cerca la rivincita negli europei di Helsinki del 1994. La preparazione alla gara continentale è meticolosa e passa per i secondi posti ottenuti al Golden Gala e al meeting di Montecarlo a dodici giorni dalla finale europea, battuto di pochi centesimi solo dal numero uno mondiale, il keniano Wilson Kipketer.
Ai Campionati Europei di Helsinki Benvenuti si impone nel finale di una gara tattica, terminando col tempo di 1'46"12 che gli vale l'oro europeo davanti al norvegese Vebjørn Rodal ed allo spagnolo Tomás de Teresa.
Dopo aver saltato completamente per infortunio la stagione 1995, nel 1996 raggiunge la semifinale ai giochi olimpici di Atlanta. La finale olimpica è vinta dal norvegese Vebjørn Rodal, l'atleta che Benvenuti aveva battuto due anni prima ad Helsinki.
Negli anni successivi Benvenuti non riesce più a tornare ai precedenti livelli di eccellenza.
Attualmente è sposato e lavora come fisioterapista a San Marino dove è responsabile del reparto di Fisoterapia del Poliambulatorio Odon e dal 2015 anche della seconda sede situata presso il centro della federazione sammarinese tennis. Collabora con le Federazioni Sammarinesi di Pallavolo, Sport Invernali, Basket, Tennis e Judo ed è stato fisioterapista di Carolina Kostner.
Dal 2009 è membro della Commissione Tecnica in seno al Comitato Olimpico Sammarinese e nel 2015 è stato nominato Capo Missione alle Olimpiadi di Rio de Janeiro.
Nell'estate 2021 in occasione della vittoria olimpica di Gianmarco Tamberi il saltatore in alto marchigiano ha citato Andrea Benvenuti ringraziando lo staff che lo ha aiutato a raggiungere l'oro condiviso con Mutaz Essa Barshim.
È padre dei calciatori Giacomo e Tommaso Benvenuti.

## Record personali
- 400 m: 47"32 (Trento 1992)
- 800 m: 1'43"92 (Monaco 1992)
- 1000 m: 2'15"76 (Nuoro 1992) attuale migliore prestazione italiana
- 1500 m: 3'41"60 (Roma 1992)
- 3000 m: 8'20"11 (Palermo 1996)

## Altre competizioni internazionali
1992
- Bronzo in Coppa del mondo ( L'Avana), 800 m piani - 1'46"53
- Oro all'Herculis ( Monaco), 800 m piani - 1'43"92
- Oro al Golden Gala ( Roma), 800 m piani - 1'45"36

1993
- 10º all'Herculis ( Monaco), 800 m piani - 1'45"61

1994
- Argento all'Herculis ( Monaco), 800 m piani - 1'44"08
- Argento al Golden Gala ( Roma), 800 m piani - 1'44"96